# Anzeigepflichtige Tierseuchen (Deutschland)
Anzeigepflichtige Tierseuchen sind Infektionserkrankungen von Haus- und Wildtieren, für die in Deutschland nach der Verordnung über anzeigepflichtige Tierseuchen eine Anzeigepflicht besteht. Dabei ist bereits der Verdacht einer Erkrankung anzeigepflichtig. Die Anzeigepflicht dient dazu sicherzustellen, dass die zuständigen Veterinärämter unmittelbar Kenntnis von einem möglichen Seuchenausbruch erlangen, um umgehend amtliche Maßnahmen zur Bekämpfung der Seuche und zur Verhinderung ihrer Ausbreitung einleiten zu können.

## Ziele der Anzeigepflicht
Bei den anzeigepflichtigen Tierseuchen handelt es sich um solche Tierseuchen, die eine große volkswirtschaftliche Bedeutung haben oder die die menschliche Gesundheit gefährden (Zoonosen). Zudem werden auch solche Tierseuchen unter Anzeigepflicht gestellt, bei denen Bekämpfungsmaßnahmen Einzelner keine genügende Wirksamkeit haben würden, weshalb ein koordiniertes Vorgehen mehrerer Beteiligter zur Verhinderung der Ausbreitung notwendig ist.
Sowohl im innerstaatlichen wie auch im internationalen Handels- und Reiseverkehr mit Tieren stellt das Freisein von Tierseuchen eine wichtige Bedingung für die Freizügigkeit dar. Auch für die moderne Tierzucht spielt die Gesunderhaltung der Tierbestände eine wichtige Rolle.
Zu den anzeigepflichtigen Tierseuchen gehören auch solche Tierseuchen, die in der Bundesrepublik Deutschland noch nie oder schon seit sehr langer Zeit nicht mehr aufgetreten sind.
Diese Seuchen werden trotzdem in die Liste anzeigepflichtiger Tierseuchen aufgenommen, um dem geltenden EG-Recht, den Vorgaben bilateraler Abkommen sowie den internationalen Meldepflichten der Bundesrepublik Deutschland zu entsprechen.
Die Anzeigepflicht soll gewährleisten, dass ein Ausbruch einer Tierseuche frühzeitig erkannt werden kann, so dass die Seuche durch staatlich Maßnahmen getilgt werden kann, bevor es zu einer Weiterverbreitung kommt wird.
Neben Tierhaltern und Tierärzten definiert das Tiergesundheitsgesetz einen weiten Kreis von Personen, die im Falle eines Seuchenverdachts zur Erstattung einer Anzeige bei der zuständigen Behörde, dem für das Gebiet zuständigen Veterinäramt, verpflichtet sind. Dazu gehören zum Beispiel auch Tierbetreuer, Transporteure, gewerbsmäßige Schlachter und Tierkörperbeseitiger, Hufschmiede und Klauenpfleger sowie Besamungstechniker. Dabei unterliegt bereits der bloße Verdacht der Erkrankung an einer anzeigepflichtigen Tierseuche der Anzeigepflicht. Bei einer Verdachtsmeldung werden unmittelbar amtliche Probenentnahmen und diagnostische Untersuchungen eingeleitet, um den Seuchenverdacht umgehend abklären zu können.
Neben anzeigepflichtigen benennt das Bundesministerium für Ernährung und Landwirtschaft auch meldepflichtige Tierkrankheiten per Verordnung. Diese werden im Gegensatz zu den anzeigepflichtigen Tierseuchen nicht durch staatlichen Maßnahmen bekämpft. Die Meldepflicht soll gewährleisten, dass das Bundesministerium für Ernährung und Landwirtschaft (BMEL) als zuständige Bundesoberbehörde zu jedem Zeitpunkt über einen zuverlässiger Kenntnisstand über die Art, den Umfang sowie die Entwicklung dieser Krankheiten verfügt, damit gegebenenfalls geeignete Bekämpfungsmaßnahmen frühzeitig eingeleitet werden können, wenn die Seuchensituation dies erforderlich macht.

## Diagnostik
Dass bereits der Verdacht der Erkrankung an einer anzeigepflichtigen Tierseuche angezeigt werden muss, kommt einer zuverlässigen Diagnostik für die Seuchenbekämpfung und die Verhinderung der Ausbreitung der Erkrankung eine besondere Bedeutung zu. Neben einer sofortigen Isolierung der verdächtigen Tiere ordnet die zuständige Behörde deshalb unverzüglich diagnostische Maßnahmen an, um den Seuchenausbruch zu bestätigen oder zu entkräften. Dies kann auch die Anordnung der Tötung und anschließenden Sektion des oder der betroffenen Tiere umfassen, wenn eine sichere Diagnose durch andere Untersuchungen nicht erbracht werden kann. Gleichzeitig führt die zuständige eine epidemiologische Untersuchung durch, um die genaue Art der Erkrankung sowie die Ursache, den Ausbreitungsweg und den genauen Zeitpunkt der Einschleppung zu ermitteln.
Als nationales Referenzlabor für die Diagnostik anzeige- und meldepflichtiger Tierseuchen ist das Friedrich-Loeffler-Institut mit Hauptsitz auf der Insel Riems benannt. Im Rahmen dieser Aufgaben veröffentlicht das Friedrich-Loeffler-Institut eine Sammlung amtlicher Methoden, die die zu Art und Weise der Probenentnahme sowie der Untersuchung des Probenmaterials vorschreiben.

## Rechtsgrundlagen
Durch das am 1. Mai 2014 in Kraft getretenen Tiergesundheitsgesetzes (Gesetz zur Vorbeugung vor und Bekämpfung von Tierseuchen, TierGesG) ist das Bundesministerium für Ernährung und Landwirtschaft ermächtigt, durch Rechtsverordnungen anzeigepflichtige Tierseuchen zu benennen, soweit dies zum Schutz von Tieren gegen die Gefährdung durch Tierseuchen erforderlich ist. Bei der Entscheidung, ob eine Erkrankung als anzeigepflichtige Tierseuche eingestuft werden soll, sind das Vorkommen, das Ausmaß und/oder die Gefährlichkeit der Erkrankung zu berücksichtigen. Die erlassenen Rechtsverordnungen benötigen die Zustimmung des Bundesrates.
Die jeweils anzeigepflichtigen Tierseuchen werden durch die Verordnung über anzeigepflichtige Tierseuchen (TierSeuchAnzV) benannt.
Das Tiergesundheitsgesetz ermächtigt das Bundesministerium für Ernährung und Landwirtschaft außerdem zum Erlass von Verordnungen, die das konkrete Vorgehen der Veterinärämter als zuständige Behörden beim Feststellen eines Ausbruchs oder eines Verdachts einer bestimmten anzeigepflichtigen Tierseuche vorschreiben. Diese Verordnungen schreiben für einzelne Seuchen bestimmte Schutzmaßnahmen wie die Abtrennung betroffener Tiere, Verpflichtung zu Aufstallung von Tieren in einem bestimmten Umkreis oder die Einrichtung von Sperr- und Schutzbezirken, aus denen und in die die Verbringung von für die jeweilige Erkrankung empfänglicher Tiere reglementiert wird. Weiterhin können durch Verordnungen bestimmte Therapiemaßnahmen vorgeschrieben oder untersagt und bestimmte durchzuführende Desinfektionsmaßnahmen definiert werden. Für Tierseuchen, die auf dem Gebiet der Bundesrepublik nicht vorkommen, kann die Tötung aller Tiere eines Bestandes (Keulung), in dem eine Seuche aufgetreten ist, per Verordnung vorgeschrieben werden.
Durch die Tierseuchengesetzgebung setzt die Bundesrepublik Deutschland das geltende EU-Tiergesundheitsrecht auf nationaler Ebene um. EU-weit sind die Bekämpfungsmaßnahmen zu den wichtigsten Tierseuchen einheitlich geregelt, wobei auch entsprechenden Tilgungs- und Überwachungsprogramme definiert sind. Die Umsetzung und Durchführung dieser Vorschriften liegt dabei im Verantwortungsbereich der einzelnen EU-Mitgliedstaaten.

## Liste der anzeigepflichtigen Tierseuchen
Für folgende Tierseuchen besteht eine Anzeigepflicht (Stand April 2020): Die Nummerierung orientiert sich dabei an der Nummerierung in der jeweils geltenden Verordnung über anzeigepflichtige Tierseuchen. Diese ist nicht durchgängig, da durch Änderungen der Verordnung in der Vergangenheit für einzelne Erkrankungen die Anzeigepflicht entfallen ist bzw. auf weitere Erkrankungen ausgedehnt wurde, die dann entsprechend der alphabetischen Reihenfolge in die Liste einsortiert wurden.
| Nr.  | Tierseuche                                              | Tierart                                                     | Erreger                                      |
| ---- | ------------------------------------------------------- | ----------------------------------------------------------- | -------------------------------------------- |
| 1.   | Affenpocken                                             | Affen                                                       | Orthopoxvirus simiae                         |
| 1a.  | Afrikanische Pferdepest                                 | Pferde                                                      | African Horse Sickness virus                 |
| 2.   | Afrikanische Schweinepest                               | Schweine                                                    | Afrikanisches Schweinepest-Virus             |
| 2a.  | Amerikanische Faulbrut                                  | Bienen                                                      | Paenibacillus larvae                         |
| 3.   | Ansteckende Blutarmut der Einhufer                      | Pferde                                                      | Equine infectious anemia virus               |
| 3a.  | Ansteckende Blutarmut der Lachse                        | Fische (Lachse)                                             | Infectious Salmon Anemia virus               |
| 5.   | Aujeszkysche Krankheit                                  | Hausrind, Hausschwein                                       | Suid Herpesvirus 1                           |
| 5a.  | Befall mit dem Kleinen Bienenbeutenkäfer                | Bienen                                                      | Aethina tumida                               |
| 5b.  | Befall mit der Tropilaelaps-Milbe                       | Bienen                                                      | Tropilaelaps clareae und Tr. koenigerum      |
| 6.   | Beschälseuche                                           | Pferde                                                      | Trypanosoma equiperdum                       |
| 7.   | Blauzungenkrankheit                                     | Wiederkäuer                                                 | Blauzungenvirus                              |
| 8.   | BHV-1-Infektion (IBR-IPV)                               | Rinder                                                      | Bovines Herpesvirus 1                        |
| 8a.  | Bovine Virusdiarrhoe                                    | Rinder                                                      | Bovines Virusdiarrhoe-Virus                  |
| 9.   | Brucellose der Rinder                                   | Rinder                                                      | Brucella abortus                             |
| 9.   | Brucellose der Schafe und Ziegen                        | Schafe, Ziegen                                              | Brucella melitensis                          |
| 9.   | Brucellose der Schweine                                 | Schweine                                                    | Brucella suis                                |
| 9a.  | Ebolafieber                                             | Affen                                                       | Ebolavirus                                   |
| 9b.  | Epizootische Hämorrhagie der Hirsche                    | Hirsche                                                     | Epizootic hemorrhagic disease virus          |
| 9c.  | Epizootische Hämatopoetische Nekrose                    | Regenbogenforelle, Flussbarsch                              | Epizootic hematopoetic necrosis virus        |
| 10.  | Enzootische Leukose der Rinder                          | Rinder, Büffel                                              | Bovines Leukämie-Virus                       |
| 11.  | Geflügelpest („Vogelgrippe“)                            | Vögel                                                       | Aviäres Influenzavirus                       |
| 12.  | Infektion mit Bonamia exitosa                           | Austern                                                     | Bonamia exitosa                              |
| 12a. | Infektion mit Bonamia ostreae                           | Austern                                                     | Bonamia ostreae                              |
| 12b. | Infektion mit Marteilia refringens                      | Austern, Miesmuscheln                                       | Marteilia refringens                         |
| 12c. | Denman Island Disease                                   | Austern                                                     | Microcytos mackini                           |
| 12d. | Perkinsose                                              | Austern                                                     | Perkinsus marinus                            |
| 12e. | West-Nil-Virus-Infektion                                | Pferde, Vögel                                               | West-Nil-Virus                               |
| 12f. | Infektiöse Epididymitis                                 | Schaf                                                       | Brucella ovis                                |
| 13.  | Infektiöse Hämatopoetische Nekrose                      | Fische (Lachse)                                             | Infectious hematopoietic necrosis virus      |
| 14.  | Koi-Herpesvirusinfektion                                | Fische (Karpfen)                                            | Koi-Herpesvirus                              |
| 15.  | Lumpy-skin-Krankheit (Dermatitis nodularis)             | Wiederkäuer                                                 | Capripoxvirus bovis nodularis                |
| 16.  | Lungenseuche der Rinder                                 | Rinder                                                      | Mycoplasma mycoides                          |
| 17.  | Maul- und Klauenseuche                                  | Paarhufer                                                   | Maul-und-Klauenseuche-Virus                  |
| 19.  | Milzbrand                                               | viele                                                       | Bacillus anthracis                           |
| 20.  | Newcastle-Krankheit                                     | Vögel                                                       | Newcastle-Disease-Virus                      |
| 20a. | Niedrigpathogene aviäre Influenza bei gehaltenen Vögeln | Vögel                                                       | Aviäres Influenzavirus                       |
| 21.  | Pest der kleinen Wiederkäuer                            | Schafe, Ziegen                                              | Peste des petits ruminants virus             |
| 21a. | Pferdeenzephalomyelitis                                 | Pferde                                                      | Alphaviren                                   |
| 22.  | Pockenseuche der Schafe und Ziegen                      | Schafe, Ziegen                                              | Capripoxvirus ovis und Capripoxvirus caprae  |
| 24.  | Rauschbrand der Rinder                                  | Wiederkäuer                                                 | Clostridium chauvoei                         |
| 25.  | Rifttalfieber                                           | Wiederkäuer                                                 | Rift Valley fever virus                      |
| 26.  | Rinderpest                                              | Rinder                                                      | Rinderpestvirus                              |
| 27.  | Rotz                                                    | Pferde                                                      | Burkholderia mallei                          |
| 28.  | Salmonellose der Rinder                                 | Rinder                                                      | Salmonella ssp.                              |
| 29.  | Schweinepest                                            | Schweine                                                    | Schweinepestvirus                            |
| 32.  | Stomatitis vesicularis                                  | Huftiere                                                    | Vesicular stomatitis virus                   |
| 32.  | Taura-Syndrom                                           | Decapoden der Unterfamilie Penaeidae                        | Taura Syndrome Virus                         |
| 33.  | Tollwut                                                 | viele                                                       | Rabiesvirus                                  |
| 34.  | Transmissible spongiforme Enzephalopathien (z. B. BSE)  | viele                                                       | Prion                                        |
| 35.  | Trichomonadenseuche                                     | Rinder                                                      | Tritrichomonas foetus                        |
| 36.  | Tuberkulose der Rinder                                  | Rinder                                                      | Mycobacterium bovis und Mycobacterium caprae |
| 37.  | Vesikuläre Schweinekrankheit                            | Schweine                                                    | Swine vesicular disease virus                |
| 38.  | Vibrionenseuche                                         | Rinder                                                      | Campylobacter fetus                          |
| 39.  | Virale Hämorrhagische Septikämie                        | Fische (Forellen)                                           | Viral hemorrhagic septicemia virus           |
| 40.  | Weißpünktchenkrankheit der Krebstiere                   | Decapoden (Zehnfußkrebse), v. a. der Unterfamilie Penaeidae | White spot disease virus                     |
| 41.  | Yellow Head Disease                                     | Decapoden (Zehnfußkrebse)                                   | Yellowheadvirus                              |